# Inercia química
La inercia química es la propiedad de las especies químicas de no reaccionar químicamente. Es decir, es la poca tendencia de una especie química a reaccionar químicamente con otras.
Este concepto está íntimamente ligado al de estabilidad química, y se explica por las altas energías de enlace que poseen ciertos compuestos.
Como ejemplos, podemos citar a los gases nobles y al nitrógeno molecular (N2) como sustancias con gran inercia química.
Los gases nobles eran conocidos anteriormente como los gases inertes, debido a su supuesta falta de participación en las reacciones químicas. La razón de esto es que sus capas electrónicas (capas de valencia) están completamente llenas, por lo que tienen poca tendencia a adquirir o perder electrones. Ahora se sabe que estos gases, de hecho, reaccionan para formar compuestos químicos, como el tetrafluoruro de xenón. Por lo tanto, ellos han cambiado de nombre a los gases nobles. Sin embargo, una gran cantidad de energía se requiere para conducir este tipo de reacciones, generalmente en forma de calor, presión o radiación, a menudo con la ayuda de catalizadores. Los compuestos que resultan a menudo necesitan ser mantenidos en condiciones libres de humedad a bajas temperaturas para evitar la rápida descomposición de nuevo en sus elementos.
El término «inerte» también puede aplicarse en un sentido relativo. Por ejemplo, el nitrógeno molecular es inerte en condiciones normales, existiendo en forma de moléculas diatómicas, N2. La presencia de una muy fuerte triple enlace covalente en la molécula de N2 hace que no reaccionen en circunstancias normales. No obstante, el gas de nitrógeno reacciona con el metal alcalino litio para formar el compuesto nitruro de litio (Li3N), incluso en condiciones normales. Bajo altas presiones y temperaturas y con los catalizadores correctos, el nitrógeno se convierte en más reactivo, el proceso de Haber usa tales condiciones para la producción de amoníaco a partir del nitrógeno atmosférico.
Las atmósferas inertes consisten de gases como el argón, nitrógeno o helio se usan comúnmente en las cámaras de reacción química y en contenedores de almacenamiento de sustancias sensibles al aire o sensibles al agua, para evitar reacciones secundarias no deseadas de estas sustancias con el aire y el agua.